# 마이애미 바이스 (영화)
《마이애미 바이스》(Miami Vice)는 미국에서 제작된 마이클 만 감독의 2006년 액션, 범죄, 드라마, 스릴러 영화이다. 1980년 동명의 텔레비전 시리즈 마이애미의 두 형사를 각색한 작품이다. 콜린 파렐 등이 주연으로 출연하였고 피터 얀 브루게 등이 제작에 참여하였다.

## 출연

### 주연
- 콜린 파렐
- 제이미 폭스

### 조연
- 공리
- 나오미 해리스
- 시아란 힌즈
- 저스틴 서룩스
- 배리 샤바가 헨리

## 기타
- 원작자: 안소니 예코비치
- 공동제작: 브라이언 H. 캐롤
- 공동제작: 구스마노 세자레티
- 공동제작: 마이클 왁스맨
- 협력프로듀서: 사라 브래드쇼
- 협력프로듀서: 웨인 모리스
- 미술: 빅터 켐스터
- 의상: 잔티 예이츠
- 배역: 프랜신 마이슬러